# 1594
Il 1594 (MDXCIV in numeri romani) è un anno  del XVI secolo.

## Eventi
- Enrico IV viene incoronato re di Francia dai vescovi francesi, che lo avevano già riconosciuto nel 1591.
- Marzo – Inizia la Rivolta serba del Banato, contro il dominio dell'Impero ottomano.
- Aprile – Inizia la Guerra dei nove anni in Irlanda: gli irlandesi si ribellano all'espansionismo di Elisabetta I sulla loro isola.
- 17 aprile – Giacinto Odrovaz è canonizzato.
- 5 giugno – Primo viaggio di Willem Barents nell'Oceano Artico alla ricerca del Passaggio a Nordest.
- 11 giugno – Filippo II di Spagna riconosce i diritti e privilegi dei nobili e dei capi locali nelle Filippine, il che apre la strada alla stabilizzazione del governo dei Principalía.
- 24 giugno - 1º luglio – Guerra anglo-spagnola: azione della baia di San Mateo – Il corsaro inglese Richard Hawkins viene attaccato e catturato da uno squadrone spagnolo al largo di Esmeraldas, Ecuador.
- 10 luglio – Termina la Rivolta serba del Banato, che viene repressa dagli occupanti Ottomani.

## Nati

### Gennaio
- 16 gennaio - Maeda Toshitsune, militare giapponese († 1658)
- 22 gennaio - Johannes Tanner, politico svizzero
- 24 gennaio - Pierre de Marca, arcivescovo cattolico e storico francese († 1662)
- 28 gennaio - Lodovico Melzi, nobile italiano († 1649)

### Febbraio
- 2 febbraio - Giovanni Battista Maria Pallotta, cardinale italiano († 1668)
- 2 febbraio - Philip Powell, avvocato e beato britannico († 1646)
- 3 febbraio - Biagio Marini, violinista e compositore italiano († 1663)
- 8 febbraio - Vincenzo II Gonzaga, nobile italiano († 1627)
- 9 febbraio - Maria Apollonia di Savoia, religiosa italiana († 1656)
- 19 febbraio - Enrico Federico Stuart, principe britannico († 1612)
- 21 febbraio - Giovanni Ernesto I di Sassonia-Weimar, duca tedesco († 1626)

### Marzo
- 11 marzo - Francesco Caetani, generale e politico italiano († 1683)
- 13 marzo - Montdory, attore teatrale francese († 1653)
- 25 marzo - Maria Tesselschade Visscher, poetessa olandese († 1649)
- 27 marzo - Luigi I d'Este, nobile e militare italiano († 1664)

### Aprile
- 1º aprile - Carlo Ridolfi, pittore e scrittore italiano († 1658)
- 21 aprile - Bernardino Spada, cardinale e collezionista d'arte italiano († 1661)

### Maggio
- 1º maggio - John Haynes, politico e magistrato inglese
- 2 maggio - Francesco Carlo di Sassonia-Lauenburg, nobile tedesco († 1660)
- 9 maggio - Luigi Enrico di Nassau-Dillenburg, nobile tedesco († 1662)
- 11 maggio - Carlotta Margherita di Montmorency, nobildonna francese († 1650)
- 14 maggio - Francesco di Ferdinando de' Medici, nobile italiano († 1614)
- 15 maggio - Cesare Monti, cardinale italiano († 1650)
- 29 maggio - Gottfried Heinrich, conte di Pappenheim, generale tedesco († 1632)

### Giugno
- 7 giugno - Cesare di Borbone-Vendôme, nobile francese († 1665)
- 10 giugno - Agatino Paternò Castello, nobile e politico italiano († 1675)
- 15 giugno - Nicolas Poussin, pittore francese († 1665)
- 20 giugno - Odorico Rinaldi, storico italiano († 1671)

### Luglio
- 5 luglio - Leonardo II de Tassis, nobile († 1628)
- 6 luglio - Federico V di Baden-Durlach, nobile tedesco († 1659)
- 10 luglio - Bartolomeo Gennari, pittore italiano († 1661)
- 16 luglio - Luisa Giuliana del Palatinato-Simmern, nobile tedesca († 1640)
- 17 luglio - Filippo Spinola, generale, politico e nobile italiano († 1659)
- 23 luglio - Ulysses von Salis, militare e politico svizzero († 1674)
- 24 luglio - Mario II Sforza di Santa Fiora, nobile italiano († 1658)

### Agosto
- 4 agosto - Aleksander Ludwik Radziwiłł, nobile e politico polacco († 1654)
- 5 agosto - Stefano Durazzo, cardinale e arcivescovo cattolico italiano († 1667)

### Settembre
- 2 settembre - Ilarione Rancati, teologo italiano († 1663)

### Novembre
- 2 novembre - Ernestina Iolanda di Ligne, nobildonna belga († 1663)
- 15 novembre - Jean Puget de la Serre, scrittore, drammaturgo e storico francese († 1665)
- 23 novembre - Giacinto Gigli, storico italiano († 1671)
- 24 novembre - Ludovico Giamagna, vescovo cattolico italiano († 1634)
- 24 novembre - Henry Grey, X conte di Kent, nobile e politico inglese († 1651)
- 30 novembre - Giovanni Battista Doni, teorico della musica italiano († 1647)

### Dicembre
- 19 dicembre - Gustavo II Adolfo di Svezia, re († 1632)

### Senza giorno specificato
- Sebastiano Andreantonelli, presbitero e storico italiano († 1643)
- Francisco Bautista, architetto spagnolo († 1679)
- Fernando de Castro y Andrade, arcivescovo cattolico spagnolo († 1664)
- Costanzo Centofiorini, funzionario italiano († 1677)
- Edward Conway, II visconte di Conway, nobile, politico e militare inglese († 1655)
- Wouter Crabeth II, pittore olandese († 1644)
- Marin Cureau de La Chambre, medico e filosofo francese († 1669)
- Jacob Cuyp, pittore e illustratore olandese († 1652)
- Gérard Douffet, pittore fiammingo († 1660)
- Robert Douglas, religioso scozzese († 1674)
- Mario Filonardi, arcivescovo cattolico italiano († 1644)
- John Hampden, politico britannico († 1643)
- Willem van Honthorst, pittore olandese († 1666)
- Alexander Huish, presbitero e biblista inglese († 1668)
- Giovanni Battista Lomellini, doge († 1674)
- Paolo Maruscelli, architetto italiano († 1649)
- Shabdrung Ngawang Namgyal, monaco buddhista tibetano († 1651)
- Francesco Nerli il Vecchio, cardinale e arcivescovo cattolico italiano († 1670)
- Luigi Novarini, presbitero e biblista italiano († 1650)
- Crispijn van de Passe II, incisore e disegnatore olandese († 1670)
- Pierre de Saint-Joseph, filosofo, teologo e religioso francese († 1662)
- Antoon Sallaert, pittore, incisore e editore fiammingo († 1650)
- Satomi Tadayoshi, militare giapponese († 1622)
- Salomon Savery, pittore e incisore olandese († 1678)
- Joseph Simons, drammaturgo e gesuita inglese († 1671)
- Francisco Tello de León, vescovo cattolico spagnolo († 1662)
- Camillo Tutini, storico italiano († 1666)
- Jacques de Serisay, poeta francese († 1653)

## Morti

### Gennaio
- 8 gennaio - Battista Lorenzi, scultore italiano

### Febbraio
- 2 febbraio - Giovanni Pierluigi da Palestrina, compositore e organista italiano (n. 1525)
- 5 febbraio - Enrico-Francesco di Foix-Grailly-Candale, vescovo cattolico francese (n. 1512)
- 7 febbraio - Barnabe Googe, poeta inglese (n. 1540)
- 8 febbraio - Elisabetta di Wittelsbach-Simmern,  tedesca (n. 1540)
- 15 febbraio - Francesco Capriani, architetto italiano (n. 1535)
- 22 febbraio - Eleonora Cybo, scrittrice italiana (n. 1523)

### Marzo
- 4 marzo - Achille Ginnasi, presbitero italiano (n. 1553)
- 11 marzo - Jacob Kurz von Senftenau, diplomatico e giurista austriaco (n. 1554)
- 15 marzo - Casiodoro de Reina, teologo spagnolo
- 17 marzo - Ludwig Pfyffer, condottiero e politico svizzero (n. 1524)
- 28 marzo - Girolamo Bardi, religioso, letterato e storico italiano (n. 1544)
- 28 marzo - Nicolas de Pellevé, cardinale francese (n. 1515)

### Aprile
- 16 aprile - Ferdinando Stanley, V conte di Derby, nobile britannico
- 29 aprile - Settimio Borsari, vescovo cattolico italiano

### Maggio
- 6 maggio - Francesco Benci, gesuita, umanista e scrittore italiano (n. 1542)
- 12 maggio - Remi Drieux, vescovo cattolico fiammingo (n. 1519)
- 19 maggio - Nicolò di Gesù Maria Doria, banchiere e religioso italiano (n. 1539)
- 20 maggio - Marco Marini, ebraista italiano (n. 1542)
- 30 maggio - Bálint Balassi, poeta ungherese (n. 1554)
- 31 maggio - Francesco Panigarola, vescovo cattolico e predicatore italiano (n. 1548)
- 31 maggio - Tintoretto, pittore italiano (n. 1518)

### Giugno
- 14 giugno - Orlando di Lasso, compositore fiammingo (n. 1532)

### Luglio
- 4 luglio - Giovanni Agostino Campanile, vescovo cattolico italiano
- 24 luglio - John Boste, presbitero inglese (n. 1544)
- 30 luglio - Carlo II di Borbone-Vendôme, cardinale e arcivescovo cattolico francese (n. 1562)

### Agosto
- 5 agosto - Eleonora d'Austria, duchessa (n. 1534)
- 28 agosto - Johann Caspar Neubeck, vescovo cattolico austriaco (n. 1545)

### Settembre
- 11 settembre - Baldassarre Báthory, nobile rumeno (n. 1555)
- 24 settembre - Louis de Revol, politico francese (n. 1531)

### Ottobre
- 9 ottobre - Ishikawa Goemon, militare giapponese (n. 1558)
- 16 ottobre - William Allen, cardinale inglese (n. 1532)
- 20 ottobre - Alvise Corner, vescovo cattolico italiano (n. 1558)
- 28 ottobre - Ōkubo Tadayo, militare giapponese (n. 1532)

### Novembre
- 12 novembre - Gaspar de Quiroga y Vela, cardinale e arcivescovo cattolico spagnolo (n. 1512)
- 12 novembre - Francisco de Moncada y Cardona, nobile, politico e militare spagnolo (n. 1532)
- 22 novembre - Martin Frobisher, corsaro inglese (n. 1535)
- 29 novembre - Alonso de Ercilla, poeta, scrittore e esploratore spagnolo (n. 1533)

### Dicembre
- 2 dicembre - Gerardo Mercatore, matematico, astronomo e cartografo fiammingo (n. 1512)
- 4 dicembre - Domingo de Salazar, vescovo cattolico spagnolo (n. 1512)
- 10 dicembre - Jaime Jimeno de Lobera, vescovo cattolico spagnolo
- 12 dicembre - Jakob II Putrich, presbitero austriaco (n. 1523)
- 29 dicembre - Jean Châtel,  francese (n. 1575)

### Senza giorno specificato
- Petrus van der Aa, giurista belga (n. 1530)
- Bartolomeo Bozza, pittore italiano
- Bartolomeo Cappello, politico italiano (n. 1519)
- Philippe de Carteret I, nobile britannico (n. 1552)
- Cristóbal Acosta, medico e naturalista portoghese (n. 1515)
- Giacomo Medici, scultore italiano
- Hatakeyama Yoshitsuna, militare giapponese (n. 1536)
- John Johnson, compositore inglese
- Thomas Kyd, drammaturgo britannico (n. 1558)
- Leunclavius, storico, orientalista e umanista tedesco (n. 1541)
- Pedro Mariño de Lobera, storico e esploratore spagnolo (n. 1528)
- Girolamo Mei, storico e letterato italiano (n. 1519)
- Teodoro Nestorović, vescovo ortodosso serbo
- William Painter, scrittore britannico
- David de Pomis, linguista, medico e filosofo italiano (n. 1524)
- Matteo Prunes, cartografo spagnolo (n. 1532)
- Lucrezia Quistelli, pittrice italiana (n. 1541)
- Petru Șchiopul, principe (n. 1537)
- Andrea Semino, pittore italiano
- Vincenzo Seregni, architetto e ingegnere italiano
- Leonardo de Zocchis (n. 1517)

## Calendario
| Calendario 1594 | Calendario 1594 | Calendario 1594 | Calendario 1594 | Calendario 1594 | Calendario 1594 | Calendario 1594 | Calendario 1594 | Calendario 1594 | Calendario 1594 | Calendario 1594 | Calendario 1594 | Calendario 1594 | Calendario 1594 | Calendario 1594 | Calendario 1594 | Calendario 1594 | Calendario 1594 | Calendario 1594 | Calendario 1594 | Calendario 1594 | Calendario 1594 | Calendario 1594 | Calendario 1594 | Calendario 1594 | Calendario 1594 | Calendario 1594 | Calendario 1594 | Calendario 1594 | Calendario 1594 | Calendario 1594 | Calendario 1594 | Calendario 1594 |
| --------------- | --------------- | --------------- | --------------- | --------------- | --------------- | --------------- | --------------- | --------------- | --------------- | --------------- | --------------- | --------------- | --------------- | --------------- | --------------- | --------------- | --------------- | --------------- | --------------- | --------------- | --------------- | --------------- | --------------- | --------------- | --------------- | --------------- | --------------- | --------------- | --------------- | --------------- | --------------- | --------------- |
|                 | 1               | 2               | 3               | 4               | 5               | 6               | 7               | 8               | 9               | 10              | 11              | 12              | 13              | 14              | 15              | 16              | 17              | 18              | 19              | 20              | 21              | 22              | 23              | 24              | 25              | 26              | 27              | 28              | 29              | 30              | 31              |                 |
| Gennaio         | Sa              | Do              | Lu              | Ma              | Me              | Gi              | Ve              | Sa              | Do              | Lu              | Ma              | Me              | Gi              | Ve              | Sa              | Do              | Lu              | Ma              | Me              | Gi              | Ve              | Sa              | Do              | Lu              | Ma              | Me              | Gi              | Ve              | Sa              | Do              | Lu              |                 |
| Febbraio        | Ma              | Me              | Gi              | Ve              | Sa              | Do              | Lu              | Ma              | Me              | Gi              | Ve              | Sa              | Do              | Lu              | Ma              | Me              | Gi              | Ve              | Sa              | Do              | Lu              | Ma              | Me              | Gi              | Ve              | Sa              | Do              | Lu              |                 |                 |                 |                 |
| Marzo           | Ma              | Me              | Gi              | Ve              | Sa              | Do              | Lu              | Ma              | Me              | Gi              | Ve              | Sa              | Do              | Lu              | Ma              | Me              | Gi              | Ve              | Sa              | Do              | Lu              | Ma              | Me              | Gi              | Ve              | Sa              | Do              | Lu              | Ma              | Me              | Gi              |                 |
| Aprile          | Ve              | Sa              | Do              | Lu              | Ma              | Me              | Gi              | Ve              | Sa              | Do              | Lu              | Ma              | Me              | Gi              | Ve              | Sa              | Do              | Lu              | Ma              | Me              | Gi              | Ve              | Sa              | Do              | Lu              | Ma              | Me              | Gi              | Ve              | Sa              |                 |                 |
| Maggio          | Do              | Lu              | Ma              | Me              | Gi              | Ve              | Sa              | Do              | Lu              | Ma              | Me              | Gi              | Ve              | Sa              | Do              | Lu              | Ma              | Me              | Gi              | Ve              | Sa              | Do              | Lu              | Ma              | Me              | Gi              | Ve              | Sa              | Do              | Lu              | Ma              |                 |
| Giugno          | Me              | Gi              | Ve              | Sa              | Do              | Lu              | Ma              | Me              | Gi              | Ve              | Sa              | Do              | Lu              | Ma              | Me              | Gi              | Ve              | Sa              | Do              | Lu              | Ma              | Me              | Gi              | Ve              | Sa              | Do              | Lu              | Ma              | Me              | Gi              |                 |                 |
| Luglio          | Ve              | Sa              | Do              | Lu              | Ma              | Me              | Gi              | Ve              | Sa              | Do              | Lu              | Ma              | Me              | Gi              | Ve              | Sa              | Do              | Lu              | Ma              | Me              | Gi              | Ve              | Sa              | Do              | Lu              | Ma              | Me              | Gi              | Ve              | Sa              | Do              |                 |
| Agosto          | Lu              | Ma              | Me              | Gi              | Ve              | Sa              | Do              | Lu              | Ma              | Me              | Gi              | Ve              | Sa              | Do              | Lu              | Ma              | Me              | Gi              | Ve              | Sa              | Do              | Lu              | Ma              | Me              | Gi              | Ve              | Sa              | Do              | Lu              | Ma              | Me              |                 |
| Settembre       | Gi              | Ve              | Sa              | Do              | Lu              | Ma              | Me              | Gi              | Ve              | Sa              | Do              | Lu              | Ma              | Me              | Gi              | Ve              | Sa              | Do              | Lu              | Ma              | Me              | Gi              | Ve              | Sa              | Do              | Lu              | Ma              | Me              | Gi              | Ve              |                 |                 |
| Ottobre         | Sa              | Do              | Lu              | Ma              | Me              | Gi              | Ve              | Sa              | Do              | Lu              | Ma              | Me              | Gi              | Ve              | Sa              | Do              | Lu              | Ma              | Me              | Gi              | Ve              | Sa              | Do              | Lu              | Ma              | Me              | Gi              | Ve              | Sa              | Do              | Lu              |                 |
| Novembre        | Ma              | Me              | Gi              | Ve              | Sa              | Do              | Lu              | Ma              | Me              | Gi              | Ve              | Sa              | Do              | Lu              | Ma              | Me              | Gi              | Ve              | Sa              | Do              | Lu              | Ma              | Me              | Gi              | Ve              | Sa              | Do              | Lu              | Ma              | Me              |                 |                 |
| Dicembre        | Gi              | Ve              | Sa              | Do              | Lu              | Ma              | Me              | Gi              | Ve              | Sa              | Do              | Lu              | Ma              | Me              | Gi              | Ve              | Sa              | Do              | Lu              | Ma              | Me              | Gi              | Ve              | Sa              | Do              | Lu              | Ma              | Me              | Gi              | Ve              | Sa              |                 |